# Paul Marson
Pour les articles homonymes, voir Marson (homonymie).
Paul Marson, né le 11 juillet 1906 à Boulay-Moselle (district de Lorraine) et mort le 30 novembre 1987 à Levallois-Perret, est un militaire français, Compagnon de la Libération.

## Biographie

### Entre-deux-guerres
Son père était fonctionnaire.
Après ses études secondaires, il s'engage dans l'armée et sert pendant près de douze années dans les groupes nomades de Mauritanie et du Tchad.

### Seconde Guerre mondiale
En 1939, il sert au groupe nomade méhariste du Tibesti. C'est grâce au poste radio servant à ses liaisons avec ses chefs directs que Paul Marson entend à plusieurs reprises, à partir du 18 juin 1940, l'appel du général de Gaulle.
Refusant la défaite, il rallie la France libre le 25 août 1940, à la veille du ralliement du Tchad.
Adjudant-chef au Groupe Nomade du Tibesti, il participe en décembre 1940 et janvier 1941 au raid méhariste sur Tedjéré à la frontière italienne du Fezzan.
Au sein de la Colonne Leclerc il prend part ensuite aux campagnes du Fezzan puis, en 1943 à toutes les opérations de la Force L en Tripolitaine et en Tunisie et en particulier aux combats de Gatroun, Mizda et Ksar Rhilane où il est blessé.
Au Djebel Malab, en Tunisie, il attaque et occupe un important observatoire allemand, puis participe aux combats de Gabès et du Djebel Garci.
De juillet à septembre 1943, Paul Marson stationne à Sabratha en Tripolitaine puis, jusqu'en avril 1944 en Algérie et au Maroc où se constitue la 2e DB du général Leclerc. Promu lieutenant, il est affecté à la 2e Compagnie du 1er Bataillon du Régiment de Marche du Tchad (RMT), il embarque avec son unité pour l'Angleterre en mai 1944 et débarque à Grandcamp le 1er août 1944.
Le lieutenant Marson prend une part active aux combats de Normandie, à Alençon, Carrouges et Argentan. Au cours des combats des 10 et 11 août 1944, à la Boulay et à la Hutte, il se distingue par son calme et son sang-froid dans un terrain difficile contre un ennemi décidé.
Le 21 août 1944, il quitte Argentan, à destination de Paris, avec le détachement léger de reconnaissance que commande le commandant de Guillebon. Il combat à Voisins-le-Bretonneux, au terrain d'aviation de Guyancourt, à Trappes et prend une part importante à la bataille de Paris en occupant le pont de l'Alma et en combattant aux Invalides, au Ministère des Affaires Étrangères et au Bourget notamment.
Il quitte Paris pour les Vosges le 8 septembre 1944 et, le 12, il réalise près de Châtillon-sur-Seine la jonction avec des éléments de la 1re Division Française Libre (Armée de Lattre).
Il prend part à tous les combats des Vosges et à la libération de Strasbourg, le 23 novembre 1944. Le 28 novembre, à Erstein, à la tête de sa section, il enlève à l'assaut un canon de 88 mm et deux mitrailleuses. Le 1er décembre, il prend par surprise le village de Boofzheim défendu par des chars et une forte garnison, faisant soixante prisonniers dont sept officiers. Le lendemain, arrêté par des tirs de nombreuses armes automatiques et de deux chars, il a maintenu sa section sur place, sous un violent bombardement, pendant près de trois heures, avant d'entraîner ses hommes sur les positions allemandes et de s'emparer à nouveau d'un canon de 88 mm et de nombreux prisonniers.

### Guerre d'Indochine
Après la capitulation allemande, Paul Marson poursuit sa carrière militaire et part pour l'Indochine, en septembre 1945 avec le groupement de marche de la 2e DB avec lequel il participe aux opérations de nettoyage des environs de Saigon, de la Cochinchine et de l'Annam d'octobre 1945 à février 1946.
Il débarque ensuite à Haïphong en mars 1946 et participe aux combats de dégagement de la ville de Hanoï et de ses environs, de décembre 1946 à mars 1947.
Affecté au 5e puis au 3e Bataillon Colonial de Commandos Parachutistes avec le grade de capitaine, il effectue plusieurs séjours en Indochine entre 1948 et 1952.
D'avril 1952 à juin 1954, il assure le commandement du groupement Mixte d'Intervention Aéroporté Régional du Laos.

### Fin de carrière
De décembre 1956 à mars 1960, il sert à la base militaire française de Seno au Laos.
Paul Marson quitte l'armée avec le grade de lieutenant-colonel.
Paul Marson meurt le 30 novembre 1987 à Levallois-Perret dans les Hauts-de-Seine. Les obsèques se sont déroulées en la chapelle de l'Hôpital de Notre-Dame du Perpétuel Secours à Levallois où il a été inhumé.

## Décorations
- Officier de la Légion d'honneur
- Compagnon de la Libération par décret du 20 novembre 1944
- Croix de guerre 1939–1945 (4 citations)
- Croix de guerre des Théâtres d'opérations extérieurs
- Croix du combattant volontaire de la guerre de 1939–1945
- Croix du combattant volontaire de la Résistance
- Médaille coloniale avec agrafes "Sahara", "Fezzan-Tripolitaine", "Tunisie", "AFL", "E-O"
- Médaille commémorative française de la guerre 1939–1945
- Médaille commémorative des services volontaires dans la France libre
- Médaille commémorative de la campagne d'Indochine
- Insigne des blessés militaires
- Croix militaire (GB)
- Presidential Unit Citation (USA)
- Officier de l'Ordre de l'Étoile noire
- Officier de l'Ordre de l'Étoile d'Anjouan
- Officier du Nichan Iftikhar
- Officier de l'Ordre du Million d'Éléphants et du Parasol blanc (Laos)
- Officier du Mérite Vietnamien
- Officier de l'Ordre du Mérite Saharien